# Aglomeracja jeleniogórska
Aglomeracja jeleniogórska – Subregionalny Obszar Funkcjonalny obejmujący teren 18 gmin w południowo-zachodniej Polsce, w województwie dolnośląskim, utworzony na podstawie Deklaracji z dnia 2 listopada 2012 r.

## Demografia
Aglomerację jeleniogórską zamieszkuje 221 507 mieszkańców (stan na 31.12.2012 r.) co stanowi 7,60 % ludności województwa dolnośląskiego. 
| Gmina                  | Liczba ludności (2010-12-31) [osób] | Powierzchnia (2010-01-01) [km²] | Gęstość zaludnienia [osób/km²] |
| ---------------------- | ----------------------------------- | ------------------------------- | ------------------------------ |
| Jelenia Góra           | 82846                               | 109                             | 760,06                         |
| gmina Gryfów Śląski    | 10152                               | 67                              | 151,52                         |
| gmina Janowice Wielkie | 4291                                | 57                              | 75,28                          |
| gmina Jeżów Sudecki    | 6931                                | 94                              | 73,73                          |
| Karpacz                | 5007                                | 39                              | 128,38                         |
| Kowary                 | 11648                               | 37                              | 314,81                         |
| gmina Lubomierz        | 6250                                | 131                             | 47,71                          |
| gmina Mysłakowice      | 10225                               | 88                              | 116,19                         |
| gmina Mirsk            | 8883                                | 186                             | 47,76                          |
| Piechowice             | 6508                                | 43                              | 151,35                         |
| gmina Pielgrzymka      | 4695                                | 105                             | 44,71                          |
| gmina Podgórzyn        | 8235                                | 83                              | 99,22                          |
| gmina Stara Kamienica  | 5387                                | 111                             | 48,53                          |
| Szklarska Poręba       | 6897                                | 75                              | 91,96                          |
| gmina Wleń             | 4429                                | 86                              | 51,5                           |
| Wojcieszów             | 3895                                | 32                              | 121,72                         |
| gmina Świerzawa        | 7824                                | 160                             | 48,9                           |
| Złotoryja              | 16406                               | 145                             | 113,14                         |
| (aglomeracja) Razem Σ  | 209509                              | 1648                            | 127,13                         |